# Watts (Los Angeles)

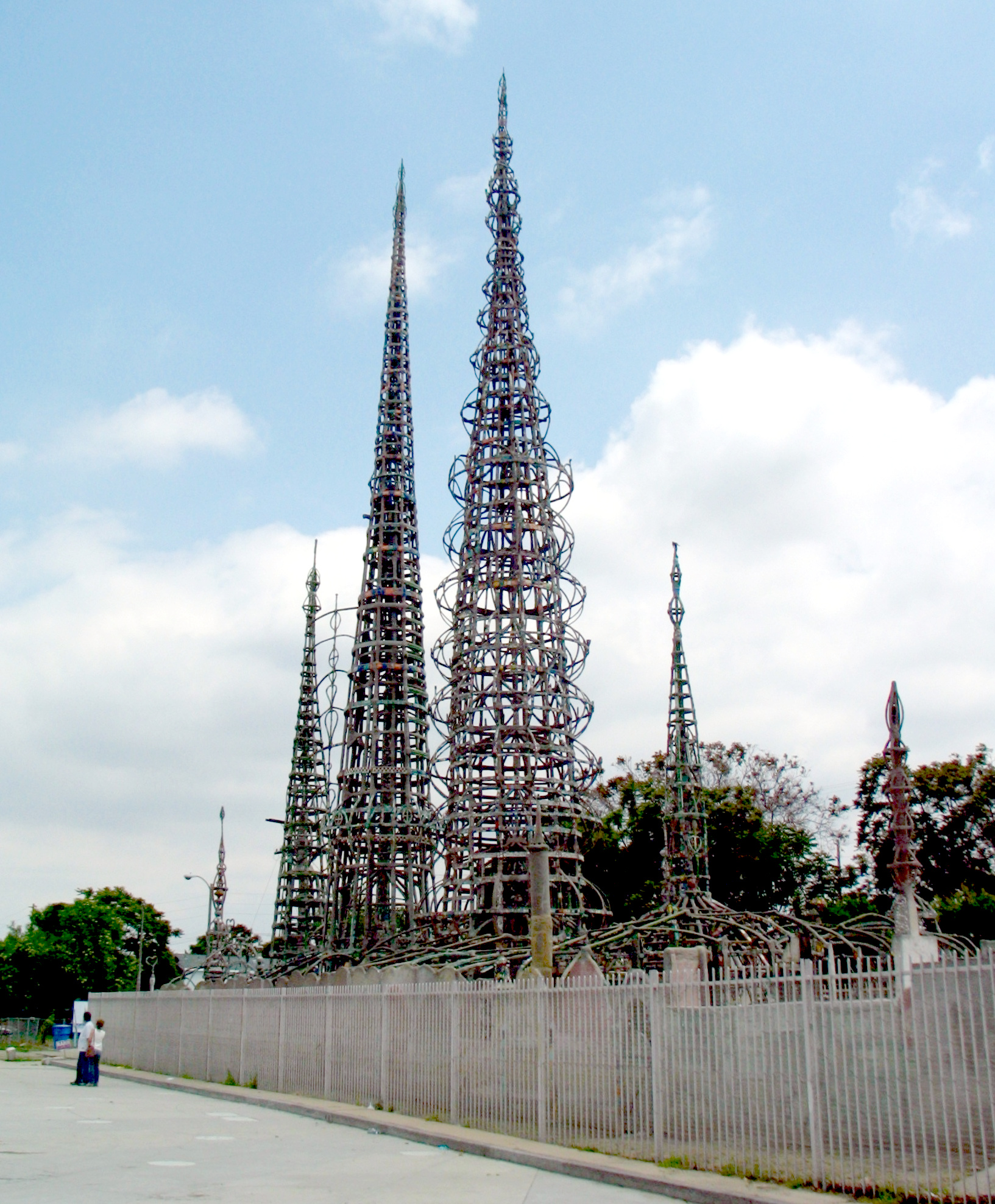
As Torres de Watts criadas por Simon Rodia são o local mais conhecido do bairro de Watts.

Watts é um bairro no sul de Los Angeles, Califórnia. faz fronteira com as cidades de Lynwood e South Gate a leste e sudeste, respectivamente, e a comunidade não incorporada de Willowbrook ao sul.

## História
A área agora conhecida como Watts está localizada no Rancho La Tajauta de concessão de terras mexicanas. Como em todos os ranchos, a principal vocação era a produção de pasto e carne 
Com o afluxo de colonos brancos americanos ao sul da Califórnia na década de 1870, La terra Tajauta foi vendida e subdividida para as pequenas fazendas e casas. A chegada da ferrovia impulsionou o desenvolvimento da área, e em 1907 Watts foi incorporada como uma cidade independente, nomeada após a estação de trem em primeiro lugar, Watts Station, que foi construída na cidade. A cidade votou para anexar-se em Los Angeles em 1926.
Junto com mais americanos caucasianos, o povo mexicano e mexicanos-americanos trabalhadores da ferrovia se estabeleceram na comunidade. Afro-americanos chegaram mais tarde e muitos dos homens eram porteiros e trabalhadores da ferrovia. Fotos de escola de 1909 e 1911 mostram apenas duas ou três faces negras entre as 30 ou mais crianças retratadas. Em 1914, um corretor de imóveis negro, Charles C. Leake, estava fazendo negócios na área.
Watts não se tornou predominantemente negra até os anos 1940, como a Segunda Grande Migração trouxe dezenas de milhares de migrantes de Louisiana, Mississippi e Texas, que deixaram os Estados segregados do sul em busca de melhores oportunidades na Califórnia. Durante a Segunda Guerra Mundial, a cidade construiu vários projetos habitacionais de grande porte (incluindo Nickerson Jardim, Jordan Downs e Imperial Courts) para os milhares de novos trabalhadores na indústria de guerra. Até o início dos anos 1960, esses projetos se tornaram quase 100 por cento negros, já que os brancos estavam fugindo para os subúrbios longe dos negros. Como empregos industriais desapareceram da área, os projetos abrigaram muitas famílias mais pobres do que eles tinham tradicionalmente.
Ressentimento de longa data pela comunidade da classe trabalhadora de Los Angeles negra sobre o tratamento discriminatório por parte da polícia e desadequação dos serviços públicos (principalmente escolas e hospitais) explodiu em 11 de agosto de 1965, dia que ficou conhecido como os tumultos de Watts. O evento que precipitou os distúrbios foi a detenção de um jovem negro da California Highway Patrol sobre as taxas de embriaguez ao volante, fato ocorrido fora de Watts.
Watts sofreu mais ainda nos anos 1970, quando as gangues de rua como os Crips e os Bloods ganharam mais força e aumentaram o índice de violência no bairro. Entre 1989 e 2005, a polícia reportou mais de 500 homicídios em Watts, a maioria sendo motivado por relações com gangues. Quatro dos principais sets estabelecidos no bairro—Watts Cirkle City Piru (Bloods), Grape Street Watts Crips (Crips), Bounty Hunter Watts Bloods e PJ Watts Crips—formaram um tratado de paz em 1992. Os homens que falavam pelos grupos eram Twilight and Twelve.
Após quatro anos de negociações o Tratado de Paz seria aprovado no dia antes dos Tumultos de Los Angeles. O pacto apoiado pela comunidade continua a contribuir para a diminuição das mortes de gangues em Watts e na grande área do Sul de Los Angeles desde 1992.
Assim como os brancos deixaram o bairro na década de 60, os afro americanos começaram a deixar Watts no início da década de 1980 saindo da violência e indo para outras partes do sul de Los Angeles, e subúrbios no Antelope Valley, Inland Empire, San Gabriel Valey, Orange County, e San Joaquin Valley. Este é simplesmente parte da gentrificação crescente de comunidades não-brancas do centro da cidade implementadas na década de 1980, em uma viagem típica da maior sociedade americana. A população negra em Watts, foi substituída por imigrantes hispânicos de ascendência mexicana e da América Central, bem como uma menor proporção de ascendência etíope e indiana. Este processo de gentrificação se acelerou após os tumultos em 1992.
Além disso, tem havido uma migração de afro americanos da Califórnia para o Sul em uma nova Grande Migração. Entre 1995-2000, a Califórnia perdeu residentes afro-americanos. Com novos propostas de emprego, os estados do Sul têm atraído mais acadêmicos negros desde 1995.

## Geografia e transporte
Watts faz fronteira com as cidades de South Gate no leste e Lynwood no sudeste, e as áreas não-incorporadas de Willowbrook no sul e Florence no norte.
Limites do distrito são Firestone Boulevard, no norte, Alameda Street, a leste, Imperial Highway, a sul, e Central Avenue, a oeste. Principais vias do bairro incluem Santa Ana Boulevard; Avenidas Compton e Wilmington, e 108th Street. Além de ônibus, transporte de massa é fornecido pelas linhas Blue e Green do sistema de metropolitano de Los Angeles, na 103 / Kenneth Street estação Hahn na Linha Azul e na Imperial/Wilmington/Rosa Parks estação onde as linhas Blue e Green se encontram.
Watts é dividido entre CEPs 90002 e 90059.

## Demografia
Segundo o censo de 2001, a população total no bairro era de 34830 residentes. Etnicamente, 60,8% dos residentes eram latinos, 38,0% afro-americanos, 0,6% brancos, 0,1% asiáticos, e 0.6% outras raças. A renda média de uma família é de $24728, uma das piores na cidade de Los Angeles. Renda per capita era de $6681; 49,7% de famílias e 49,1% de indivíduos estavam abaixo da linha de pobreza.